# Categoría Primera A 2009
Die Categoría Primera A 2009, nach einem Sponsor Copa Mustang 2009 genannt, war eine aus Apertura und Finalización bestehende Spielzeit der höchsten kolumbianischen Spielklasse im Fußball der Herren. Die Apertura war die neunundsechzigste und die Finalización die siebzigste Austragung der kolumbianischen Meisterschaft. Aufsteiger war Real Cartagena.
Meister der Apertura wurde Once Caldas (dritter Titel) und Meister der Finalización wurde Independiente Medellín (fünfter Titel). Direkter Absteiger war Deportivo Pasto, während Deportivo Pereira die Relegation spielen musste und diese gegen Atlético Bucaramanga gewann.

## Modus
Es wurden zwei Meister ermittelt, einer für jede Halbserie. Jeder Halbserienmeister  war automatisch für die Copa Libertadores qualifiziert. Ein dritter Platz wurde an den Verein vergeben, der nach der Zusammenzählung aller Punkte und Tore der Phasen 1 und 2 der ersten und der zweiten Halbserienmeisterschaft am höchsten stand. Sollte ein Verein beide Halbserienmeisterschaften gewinnen, so würde der zweite Teilnehmer an der Libertadores nach demselben Verfahren ausgewählt wie der dritte Teilnehmer. Zwei Teilnehmer an der Copa Sudamericana wurden nach demselben Schema ermittelt wie der dritte Libertadores-Teilnehmer: die zwei Vereine, die in der Gesamtjahreswertung hinter diesem standen, waren qualifiziert. Ein dritter Verein wurde durch den Pokalwettbewerb bestimmt.
Ein direkter Absteiger in die Categoría Primera B wurde durch eine gesonderte Abstiegstabelle bestimmt, die aus dem Durchschnitt der vergangenen drei Spielzeiten ermittelt wurde. Der Zweitletzte spielte eine Relegation gegen den Zweiten der zweiten Liga.

## Teilnehmer
Die folgenden Vereine nahmen an den beiden Halbserien der Spielzeit 2009, Apertura und Finalización teil.
| Mannschaft | Stadt             | Departamento       | Stadion                               | erste Saison in der Primera A |
| --- | ----------------- | ------------------ | ------------------------------------- | ----------------------------- |
| América de Cali | Cali              | Valle del Cauca    | Pascual Guerrero                      | 1948                          |
| Atlético Huila | Neiva             | Huila              | Guillermo Plazas Alcid                | 1993                          |
| Atlético Nacional | Medellín          | Antioquia          | Atanasio Girardot                     | 1948                          |
| Boyacá Chicó | Tunja             | Boyacá             | La Independencia                      | 2004                          |
| Cúcuta Deportivo | Cúcuta            | Norte de Santander | General Santander                     | 1950                          |
| Deportes Quindío | Armenia           | Quindío            | Centenario                            | 1952                          |
| Deportes Tolima | Ibagué            | Tolima             | Manuel Murillo Toro                   | 1955                          |
| Deportivo Cali | Cali              | Valle del Cauca    | Pascual Guerrero                      | 1948                          |
| Deportivo Pasto | Pasto             | Nariño             | Departamental Libertad                | 1999                          |
| Deportivo Pereira | Pereira           | Risaralda          | Hernán Ramírez Villegas               | 1949                          |
| Envigado FC | Envigado Medellín | Antioquia          | Polideportivo Sur Atanasio Girardot 1 | 1992                          |
| Independiente Medellín | Medellín          | Antioquia          | Atanasio Girardot                     | 1948                          |
| Junior | Barranquilla      | Atlántico          | Metropolitano Roberto Meléndez        | 1948                          |
| La Equidad | Bogotá D.C.       | Bogotá             | Metropolitano de Techo                | 2007                          |
| Millonarios | Bogotá D.C.       | Bogotá             | El Campín                             | 1948                          |
| Once Caldas | Manizales         | Caldas             | Palogrande                            | 1948                          |
| Real Cartagena | Cartagena         | Bolívar            | Jaime Morón León                      | 1971                          |
| Santa Fe | Bogotá D.C.       | Bogotá             | El Campín                             | 1948                          |
| 1 Envigado FC trug in der Rückserie seine Heimspiele im Estadio Atanasio Girardot in Medellín aus, da das eigene Stadion wegen der Südamerikaspiele 2010 umgebaut wurde. |                   |                    |                                       |                               |

## Apertura
In der ersten Phase spielten alle 18 Mannschaften im Ligamodus einmal gegeneinander, zusätzlich gab es einen Spieltag mit Clásicos, an dem Spiele mit Derby-Charakter ausgetragen wurden. Die ersten acht Mannschaften qualifizierten sich für die Finalrunde, die aus zwei Vierer-Gruppen bestand, deren beiden Sieger den Meister ermittelten.

### Ligaphase

#### Tabelle
| Pl. | Verein                 | Sp. | S  | U | N  | Tore    | Diff. | Punkte |
| --- | ---------------------- | --- | -- | - | -- | ------- | ----- | ------ |
| 1.  | Deportes Tolima        | 18  | 10 | 2 | 6  | 021:160 | +5    | 32     |
| 2.  | Junior                 | 18  | 9  | 4 | 5  | 030:180 | +12   | 31     |
| 3.  | Cúcuta Deportivo       | 18  | 9  | 4 | 5  | 016:140 | +2    | 31     |
| 4.  | Boyacá Chicó           | 18  | 8  | 6 | 4  | 024:220 | +2    | 30     |
| 5.  | Deportivo Cali         | 18  | 8  | 5 | 5  | 023:170 | +6    | 29     |
| 6.  | La Equidad             | 18  | 8  | 5 | 5  | 020:180 | +2    | 29     |
| 7.  | Envigado FC            | 18  | 8  | 5 | 5  | 022:240 | −2    | 29     |
| 8.  | Once Caldas            | 18  | 7  | 7 | 4  | 023:140 | +9    | 28     |
| 9.  | Deportes Quindío       | 18  | 7  | 4 | 7  | 023:230 | ±0    | 25     |
| 10. | Real Cartagena (N)     | 18  | 7  | 4 | 7  | 023:240 | −1    | 25     |
| 11. | América de Cali (M)    | 18  | 7  | 3 | 8  | 024:210 | +3    | 24     |
| 12. | Deportivo Pereira      | 18  | 7  | 3 | 8  | 026:250 | +1    | 24     |
| 13. | Atlético Huila         | 18  | 7  | 3 | 8  | 021:260 | −5    | 24     |
| 14. | Santa Fe               | 18  | 5  | 6 | 7  | 020:250 | −5    | 21     |
| 15. | Millonarios            | 18  | 3  | 8 | 7  | 016:200 | −4    | 17     |
| 16. | Deportivo Pasto        | 18  | 4  | 5 | 9  | 012:170 | −5    | 17     |
| 17. | Atlético Nacional      | 18  | 3  | 7 | 8  | 016:250 | −9    | 16     |
| 18. | Independiente Medellín | 18  | 2  | 5 | 11 | 018:290 | −11   | 11     |

| (M) | Meister Finalización 2008: América de Cali                  |
| (N) | Aufsteiger aus der Categoría Primera B 2008: Real Cartagena |

### Gruppenphase

#### Gruppe A
| Pl. | Verein          | Sp. | S | U | N | Tore    | Diff. | Punkte |
| --- | --------------- | --- | - | - | - | ------- | ----- | ------ |
| 1.  | Once Caldas     | 6   | 3 | 1 | 2 | 011:100 | +1    | 10     |
| 2.  | La Equidad      | 6   | 2 | 3 | 1 | 005:400 | +1    | 09     |
| 3.  | Deportes Tolima | 6   | 2 | 2 | 2 | 004:400 | ±0    | 08     |
| 4.  | Boyacá Chicó    | 6   | 1 | 2 | 3 | 004:600 | −2    | 05     |

#### Gruppe B
| Pl. | Verein           | Sp. | S | U | N | Tore    | Diff. | Punkte |
| --- | ---------------- | --- | - | - | - | ------- | ----- | ------ |
| 1.  | Junior           | 6   | 2 | 3 | 1 | 011:600 | +5    | 09     |
| 2.  | Deportivo Cali   | 6   | 2 | 3 | 1 | 008:700 | +1    | 09     |
| 3.  | Cúcuta Deportivo | 6   | 1 | 3 | 2 | 006:900 | −3    | 06     |
| 4.  | Envigado FC      | 6   | 1 | 3 | 2 | 005:800 | −3    | 06     |

### Finale
| Datum                                        |             | Ergebnis  |             | Ort          |
| -------------------------------------------- | ----------- | --------- | ----------- | ------------ |
| 24.06.2009                                   | Once Caldas | 2:1 (1:0) | Junior      | Manizales    |
| 28.06.2009                                   | Junior      | 1:3 (1:2) | Once Caldas | Barranquilla |
| Gesamt:                                      | Once Caldas | 5:2       | Junior      |              |
| damit wurde Once Caldas Meister der Apertura |             |           |             |              |

### Torschützenliste
Bei gleicher Anzahl von Treffern sind die Spieler alphabetisch geordnet.
| Pl. | Spieler           | Mannschaft       | Tore |
| --- | ----------------- | ---------------- | ---- |
| 1.  | Teófilo Gutiérrez | Junior           | 16   |
| 2.  | Johan Fano        | Once Caldas      | 13   |
| 3.  | Pablo Batalla     | Deportivo Cali   | 10   |
| 3.  | Roberto Gamarra   | Cúcuta Deportivo | 10   |
| 5.  | Wilson Carpintero | La Equidad       | 09   |
| 5.  | Adrián Ramos      | América de Cali  | 09   |

## Finalización
In der ersten Phase spielten alle 18 Mannschaften im Ligamodus einmal gegeneinander, zusätzlich gab es einen Spieltag mit Clásicos, an dem Spiele mit Derby-Charakter ausgetragen wurden. Die ersten acht Mannschaften qualifizierten sich für zwei Halbfinal-Gruppen. In der zweiten Phase spielten in zwei Gruppen jeweils vier Mannschaften mit Hin- und Rückspielen zwei Finalteilnehmer aus, die den Meister ermittelten.

### Ligaphase

#### Tabelle
| Pl. | Verein                 | Sp. | S  | U  | N | Tore    | Diff. | Punkte |
| --- | ---------------------- | --- | -- | -- | - | ------- | ----- | ------ |
| 1.  | Independiente Medellín | 18  | 12 | 2  | 4 | 029:180 | +11   | 38     |
| 2.  | Santa Fe               | 18  | 8  | 6  | 4 | 031:240 | +7    | 30     |
| 3.  | Atlético Huila         | 18  | 8  | 6  | 4 | 027:240 | +3    | 30     |
| 4.  | Deportivo Pereira      | 18  | 7  | 8  | 3 | 021:900 | +12   | 29     |
| 5.  | Deportes Tolima        | 18  | 8  | 5  | 5 | 025:230 | +2    | 29     |
| 6.  | Junior                 | 18  | 8  | 3  | 7 | 035:250 | +10   | 27     |
| 7.  | Atlético Nacional      | 18  | 6  | 9  | 3 | 021:190 | +2    | 27     |
| 8.  | Real Cartagena (N)     | 18  | 7  | 6  | 5 | 030:300 | ±0    | 27     |
| 9.  | Millonarios            | 18  | 6  | 8  | 4 | 024:200 | +4    | 26     |
| 10. | Deportivo Pasto        | 18  | 7  | 5  | 6 | 024:250 | −1    | 26     |
| 11. | Boyacá Chicó           | 18  | 6  | 6  | 6 | 032:310 | +1    | 24     |
| 12. | Deportivo Cali         | 18  | 6  | 4  | 8 | 030:320 | −2    | 22     |
| 13. | Deportes Quindío       | 18  | 6  | 3  | 9 | 022:310 | −9    | 21     |
| 14. | La Equidad             | 18  | 2  | 11 | 5 | 017:240 | −7    | 17     |
| 15. | Once Caldas (M)        | 18  | 4  | 5  | 9 | 023:350 | −12   | 17     |
| 16. | Cúcuta Deportivo       | 18  | 3  | 6  | 9 | 015:200 | −5    | 15     |
| 17. | Envigado FC            | 18  | 2  | 7  | 9 | 035:420 | −7    | 13     |
| 18. | América de Cali        | 18  | 1  | 10 | 7 | 020:290 | −9    | 13     |

| (M) | Meister Apertura 2009: Once Caldas                          |
| (N) | Aufsteiger aus der Categoría Primera B 2008: Real Cartagena |

### Gruppenphase

#### Gruppe A
| Pl. | Verein                 | Sp. | S | U | N | Tore    | Diff. | Punkte |
| --- | ---------------------- | --- | - | - | - | ------- | ----- | ------ |
| 1.  | Independiente Medellín | 6   | 4 | 2 | 0 | 012:600 | +6    | 14     |
| 2.  | Junior                 | 6   | 2 | 3 | 1 | 007:500 | +2    | 09     |
| 3.  | Deportivo Pereira      | 6   | 1 | 2 | 3 | 009:110 | −2    | 05     |
| 4.  | Real Cartagena         | 6   | 1 | 1 | 4 | 005:110 | −6    | 04     |

#### Gruppe B
| Pl. | Verein            | Sp. | S | U | N | Tore    | Diff. | Punkte |
| --- | ----------------- | --- | - | - | - | ------- | ----- | ------ |
| 1.  | Atlético Huila    | 6   | 3 | 2 | 1 | 008:500 | +3    | 11     |
| 2.  | Atlético Nacional | 6   | 3 | 1 | 2 | 010:700 | +3    | 10     |
| 3.  | Santa Fe          | 6   | 2 | 1 | 3 | 006:110 | −5    | 07     |
| 4.  | Deportes Tolima   | 6   | 1 | 2 | 3 | 009:100 | −1    | 05     |

### Finale
| Datum                                                       |                        | Ergebnis  |                        | Ort      |
| ----------------------------------------------------------- | ---------------------- | --------- | ---------------------- | -------- |
| 16.12.2009                                                  | Atlético Huila         | 0:1 (0:0) | Independiente Medellín | Neiva    |
| 20.12.2009                                                  | Independiente Medellín | 2:2 (0:1) | Atlético Huila         | Medellín |
| Gesamt:                                                     | Atlético Huila         | 2:3       | Independiente Medellín |          |
| damit wurde Independiente Medellín Meister der Finalización |                        |           |                        |          |

### Torschützenliste
Bei gleicher Anzahl von Treffern sind die Spieler alphabetisch geordnet.
| Pl. | Spieler              | Mannschaft             | Tore |
| --- | -------------------- | ---------------------- | ---- |
| 1.  | Jackson Martínez     | Independiente Medellín | 18   |
| 2.  | Teófilo Gutiérrez    | Junior                 | 14   |
| 3.  | Giovanni Moreno      | Atlético Nacional      | 13   |
| 4.  | Iván Velásquez       | Atlético Huila         | 11   |
| 5.  | Sergio Herrera       | Deportivo Cali         | 10   |
| 5.  | Omar Sebastián Pérez | Santa Fe               | 10   |
| 7.  | Carlos Bacca         | Junior                 | 09   |
| 7.  | Johan Fano           | Once Caldas            | 09   |
| 7.  | José Nájera          | Real Cartagena         | 09   |

## Gesamttabelle
Für die Reclasificación wurden alle Spiele der Spielzeit 2009 sowohl der Ligaphase als auch der Finalrunde zusammengezählt, um die weiteren Teilnehmer neben den jeweiligen Meistern der Halbserien an den kontinentalen Wettbewerben zu ermitteln.
| Pl. | Verein                 | Sp. | S  | U  | N  | Tore    | Diff. | Punkte |
| --- | ---------------------- | --- | -- | -- | -- | ------- | ----- | ------ |
| 1.  | Junior                 | 50  | 21 | 13 | 16 | 085:590 | +26   | 76     |
| 2.  | Deportes Tolima        | 48  | 21 | 11 | 16 | 059:530 | +6    | 74     |
| 3.  | Independiente Medellín | 44  | 19 | 10 | 15 | 062:550 | +7    | 67     |
| 4.  | Atlético Huila         | 44  | 18 | 12 | 14 | 058:580 | ±0    | 66     |
| 5.  | Once Caldas            | 44  | 16 | 13 | 15 | 062:610 | +1    | 61     |
| 6.  | Deportivo Cali         | 42  | 16 | 12 | 14 | 061:560 | +5    | 60     |
| 7.  | Boyacá Chicó           | 42  | 15 | 14 | 13 | 060:590 | +1    | 59     |
| 8.  | Deportivo Pereira      | 42  | 15 | 13 | 14 | 056:450 | +11   | 58     |
| 9.  | Santa Fe               | 42  | 15 | 13 | 14 | 057:600 | −3    | 58     |
| 10. | Real Cartagena         | 42  | 15 | 11 | 16 | 058:650 | −7    | 56     |
| 11. | La Equidad             | 42  | 12 | 19 | 11 | 042:460 | −4    | 55     |
| 12. | Atlético Nacional      | 42  | 12 | 17 | 13 | 047:510 | −4    | 53     |
| 13. | Cúcuta Deportivo       | 42  | 13 | 13 | 16 | 045:430 | +2    | 52     |
| 14. | Envigado FC            | 42  | 11 | 15 | 16 | 037:740 | −37   | 48     |
| 15. | Deportes Quindío       | 36  | 13 | 7  | 16 | 062:540 | +8    | 46     |
| 16. | Millonarios            | 36  | 9  | 16 | 11 | 040:400 | ±0    | 43     |
| 17. | Deportivo Pasto        | 36  | 11 | 10 | 15 | 036:420 | −6    | 43     |
| 18. | América de Cali        | 36  | 8  | 13 | 15 | 044:500 | −6    | 37     |

## Abstiegstabelle
Für die Abstiegstabelle werden die Hin- und Rückserien der Jahre 2007, 2008 und 2009 zusammengezählt. Dabei wird die Gesamtpunktzahl durch die Anzahl der in der Ligaphase gespielten Spiele geteilt und hochgerechnet. Direkter Absteiger war Deportivo Pasto, während Deportivo Pereira die Relegation gegen den Zweiten der Categoría Primera B, Atlético Bucaramanga spielen musste.
| Pl. | Verein                 | Sp. | T   | GT  | Diff. | Pkt. | Prom. |
| --- | ---------------------- | --- | --- | --- | ----- | ---- | ----- |
| 18. | Deportivo Pasto        | 108 | 107 | 120 | −13   | 131  | 1.212 |
| 17. | Deportivo Pereira      | 108 | 120 | 133 | −13   | 133  | 1.231 |
| 16. | Real Cartagena         | 108 | 136 | 155 | −19   | 135  | 1.250 |
| 15. | Envigado FC            | 108 | 141 | 152 | −11   | 135  | 1.250 |
| 14. | Deportes Quindío       | 108 | 129 | 147 | −18   | 136  | 1.259 |
| 13. | Atlético Huila         | 108 | 131 | 151 | −20   | 137  | 1.268 |
| 12. | Once Caldas            | 108 | 133 | 144 | −11   | 138  | 1.277 |
| 11. | América de Cali        | 108 | 151 | 145 | 0+6   | 145  | 1.342 |
| 10. | Millonarios            | 108 | 133 | 126 | 0+7   | 145  | 1.342 |
| 9.  | Santa Fe               | 108 | 133 | 133 | 0     | 150  | 1.388 |
| 8.  | Cúcuta Deportivo       | 108 | 120 | 107 | +13   | 154  | 1.425 |
| 7.  | La Equidad             | 108 | 128 | 117 | +11   | 157  | 1.453 |
| 6.  | Junior                 | 108 | 154 | 139 | +15   | 157  | 1.453 |
| 5.  | Deportivo Cali         | 108 | 153 | 131 | +22   | 158  | 1.462 |
| 4.  | Independiente Medellín | 108 | 152 | 136 | +16   | 161  | 1.490 |
| 3.  | Deportes Tolima        | 108 | 141 | 135 | 0+6   | 162  | 1.500 |
| 2.  | Boyacá Chicó           | 108 | 143 | 130 | +13   | 163  | 1.509 |
| 1.  | Atlético Nacional      | 108 | 133 | 114 | +19   | 165  | 1.527 |

### Relegation
| Datum      |                      | Ergebnis |                      | Ort         |
| ---------- | -------------------- | -------- | -------------------- | ----------- |
| 02.12.2009 | Atlético Bucaramanga | 1:2      | Deportivo Pereira    | Bucaramanga |
| 17.12.2009 | Deportivo Pereira    | 3:2      | Atlético Bucaramanga | Pereira     |
| Gesamt:    | Atlético Bucaramanga | 3:5      | Deportivo Pereira    |             |

Deportivo Pereira gewann beide Spiele gegen Atlético Bucaramanga und blieb somit in der ersten Liga